# Smoke On The Daughter
Smoke On The Daughter, titulado Humo sobre la hija en Hispanoamérica e Hija ahumada en España, es un episodio perteneciente a la decimonovena temporada de la serie de televisión de dibujos animados Los Simpson, estrenado en Estados Unidos el 30 de marzo de 2008, el 31 de agosto de 2008 en Hispanoamérica y en España el 16 de agosto de 2009. Fue escrito por Billy Kimball y dirigido por Lance Kramer. En este episodio, Lisa aprende ballet, haciéndose adicta al humo del tabaco, mientras que Homer y Bart intentan pillar a quien está robándose la carne seca. El día del estreno, el episodio fue visto por 7,10 millones de personas.

## Sinopsis
Todo comienza cuando Bart está durmiendo pero entra alguien a su habitación. Bart se alerta y lo golpea con un bate. Pero el disfrazado le dice que es Homer (quien llevaba el disfraz de uno de los personajes de la saga de Angélica Button). Pero a Bart no le importa y lo golpea nuevamente, pero en ese momento llega Lisa (quien también llevaba un disfraz como Angélica Button). Tanto Homer como Lisa le hacen saber que están vestidos así porque iban a ir al estreno del nuevo libro de la saga de Angélica Button, Bart no quiere ir porque no le interesa pero aun así va. Poco a poco, la librería se llena de muchas personas, el encargado notifica al público que entren con moderación pero a Homer no le importa y lo empuja para obtener el nuevo libro por lo que se origina un caos dentro de la librería. Regresando a casa, Lisa lee rápidamente el nuevo libro (debido a que no tenía nada interesante) y todos notan que leyeron el libro y lo tiran por la ventana, no sólo un libro sino cuatro.
Llegando a casa, Marge, mira la televisión en compañía de su familia (mientras Bart hace spoilers de noticias de farándula y el capítulo que veían de CSI: Miami) y al ver un comercial de una academia de ballet de un hombre llamado Chazz Busby, se siente contenta por la noticia. Su familia no sabía que a Marge le gustaba el ballet y ésta se lo hace saber a Lisa que siempre había querido ser bailarina. Lisa alienta a Marge a cumplir su sueño, por lo que ésta audiciona en la academia de ballet. Busby permite que Marge continúe.
Mientras tanto, Homer lleva a Bart al sótano y le hace entrar en suspenso sobre que hacía Homer mientras estaba en su habitación secreta. Bart piensa que su padre no hacía nada pero Homer le muestra su centro de elaboración de carne seca. Bart entonces acepta ser colaborador del negocio con Homer.
Marge se siente muy contenta porque estaba bailando pero de repente, le da un calambre por lo que comienza a bailar mal, Busby le recomienda que no cometa errores y para evitar eso, la echa fuera de la academia. Luego, Lisa comienza a discutir con él por haber echado a su madre de la clase, y Busby nota y descubre que la postura de la niña es perfecta para una bailarina. Le pregunta si quería unirse a su clase de ballet, y Marge lo interrumpe, aceptando por Lisa. Sin embargo, aunque practica, Lisa no logra ser buena. Cuando toman un descanso, una de las bailarinas le pregunta a Lisa si quería fumar, Lisa no acepta pero las estudiantes de la academia le hacen saber que fumando, mejoran sus habilidades. Horrorizada, Lisa rechaza el cigarrillo, diciendo que el aire fresco es mejor, pero sin darse cuenta, inhala una gran cantidad de humo de cigarrillo lo que hace que ella se sienta más relajada. Cuando termina el descanso, Lisa entra al estudio y baila mejor que nunca, pensando en que fue lo que la hizo mejorar, y una bailarina le dice que el inhalar el fumo le hizo bien, y de esa forma, Lisa termina deduciendo que fumar pasivamente (inhalando el aire viciado) la hace mejorar en el ballet.
Por otro lado, Homer lleva a Apu al cuarto en donde prepara carne seca para hacerlo un inversionista en el negocio. Pero Homer y Bart quedan sorprendidos al descubrir que estaba completamente vacío. Y esto hace que Apu se sienta ofendido pero en realidad, no le importó el negocio de Homer y Bart. Ambos se preguntan qué fue lo que pasó, Bart nota que hay una grieta y hay huellas de patitas de algún animal por lo que Homer piensa que fue Ned Flanders quien se comió la carne seca, de la misma manera en que Homer se comió la provisión de Ned para un terremoto, pero Ned se declara inocente porque él estaba censurando revistas para jóvenes. Pronto, Bart descubre que una familia de mapaches había robado toda la carne, y aunque esto tenía sentido, Homer sigue ridículamente enfadado con Ned, quien a pesar de esto, sigue censurando revistas.
Esa noche, Lisa alucina con una versión de ella misma en humo de cigarrillo, quien la convence de seguir fumando. Lisa reconoce que el cigarrillo causa placer y desahogo pero declara que el fumar es para perdedores. Pero a esto, se le aparecen sus heroínas feministas, las cuales también le incitan a fumar.
Fuera de la casa, Homer y Bart preparan una trampa para capturar a los mapaches la cual, consistía en poner somníferos a la carne seca pero Homer empieza a ver todo borroso por lo que estaba reconocido de que Homer se comió la carne con somníferos y los mapaches se comían la carne seca intacta. Tontamente, Homer quiere remediar esta irresponsabilidad usando una ballesta para matar a los mapaches (siendo que estaba inconsciente) pero en lugar de matarlos, dispara al aire y una de las flechas le llega a un camión con combustible, originando un accidente.
Al día siguiente, Marge lleva a Lisa a la práctica de ballet y sigue alegrándose porque Lisa sea bailarina y ésta le dice a Lisa si desea ponerse más calentadores, pero Lisa no quiere porque ya llevaba seis pares. Pero mientras se dirigen a la academia y poco a poco, Marge empezaba a llamar a Lisa, "Pequeña Marge". Lisa le corrige que ese no es su nombre pero a Marge no le importa y sigue llamándola "Marge". Con esto, Lisa entiende que Marge estaba viviendo su sueño de bailarina a través de ella.
Por otro lado, Homer sigue con el plan de eliminar a los mapaches, Bart le dice que es muy tonto para hacer eso y le recuerda que siempre pierde ante los animales cuando se trata de pelear, pero a Homer no le importa saber eso. Por lo que sigue a uno de los mapaches hacia el tronco de un árbol, pero al intentar matarlos, no es capaz de atacar a la familia de mapaches porque ve que se parecía mucho a la suya. es decir, había un mapache Homer, una mapache Marge, un mapache Bart y una mapache Lisa. Y era tan similar que, el mapache Homer estrangula a su hijo de la misma manera en que Homer lo hacía con Bart. Por lo que Homer decide que los mapaches vivan con ellos.
Y entre tanto en la academia, Lisa baila muy mal, por lo que espera ansiosa el descanso. Cuando éste llega, descubre que el clima estaba muy ventoso, por lo que el humo se desvanece antes de que pueda aspirarlo. Se da cuenta de que su única alternativa es fumar un cigarrillo en forma directa, por lo que toma uno pero antes de que logre fumarlo, Homer ve esto y llega a tiempo para arrebatárselo, lo tira al suelo y toma la pistola que llevaba en su chaqueta y dispara contra el cigarrillo, termina regañando a Lisa mientras guarda su pistola en su chaqueta (mostrando que lleva varias armas de fuego consigo) mientras se queja de lo fácil que es obtener cigarrillos en EUA aun para los menores.
Enojado, Homer va a decirle a Marge de esto que vio, pero descubre que ella estaba tan orgullosa de Lisa, que no era capaz de arruinar su felicidad. Sin embargo, Homer le pide a Lisa que deje de fumar, pero Lisa no puede porque le hace saber a su padre que el recital de ballet estaba cerca por lo que tal vez, no pueda cumplir con eso. A lo que Homer le asigna un vigilante, alguien que quien Lisa no sospecharía, pero Lisa deduce que es Bart, arruinando así la sorpresa. Y Bart se presenta ante Lisa como su vigilante pero a Lisa poco le importa si lo era, y se va.
Nuevamente en la academia, las bailarinas están fumando y éstas le dicen a Lisa que venga pero Lisa no quiere porque le prometió a su padre que no lo haría. Las bailarinas usan estrategias humanitarias para que Lisa acceda e inhale el humo, y Lisa acepta. Pero en ese momento, Bart estaba camuflado y escondido en un contenedor de calentadores sucios, y le informa a Homer que Lisa estaba inhalando humo. Por lo que Homer se enfada.
Cerca a la hora del recital, Homer crea un plan con la ayuda de sus amigos mapaches, el mapache Homer tenía que entrar a los camerinos de las bailarinas para robar todos los cigarrillos (y en eso, el mapache roba dinero por órdenes de Homer). Una vez robado los cigarrilos, lo tiran por la ventana de un motel en donde se encontraba el alcalde Joe Quimby con su amante.
Llegando a los camerinos, las bailarinas buscan sus cigarrillos pero al ver que ya no están ahí, se desesperan. Y en el escenario, todas las bailarinas pierden el equilibrio y se salen de control, teniendo un comportamiento erróneo delante del público (aunque Lisa bailaba excelente a pesar de todo esto). Lisa detiene la función, le dice a la audiencia que había algo que hacía que las niñas de América se sientan mal aunque todos lo practicaban, pero en un giro, Lisa se refería al ballet como una condena para las niñas americanas, por lo que renuncia, se quita las zapatillas y le lanza en la cara a Busby, quien decide ignorar las palabras de Lisa y se va bailando en un bus.
Al final, Lisa empieza a combatir su tabaquismo con parches de nicotina para niños, y Marge aprendió a no vivir sus sueños a través de su hija. Y Bart le dice a Homer que con lo que dijo Marge, tendría que dejar de ser luchador pero Homer lo ignora y lo obliga a ser un luchador rudo de Lucha libre mexicana poniéndole una máscara para que practique, y Bart lo hace. Y Homer le bautiza con el nombre de "El Guapo".